# Cratere Lismer
Lismer  è un cratere sulla superficie di Mercurio.